# Saint-Ail
Saint-Ail är en kommun i departementet Meurthe-et-Moselle i regionen Grand Est (tidigare regionen Lorraine) i nordöstra Frankrike. Kommunen ligger i kantonen Homécourt som tillhör arrondissementet Briey. År 2022 hade Saint-Ail 438 invånare.

## Befolkningsutveckling
Antalet invånare i kommunen Saint-Ail
| Referens: INSEE |